# Michail Kobalia

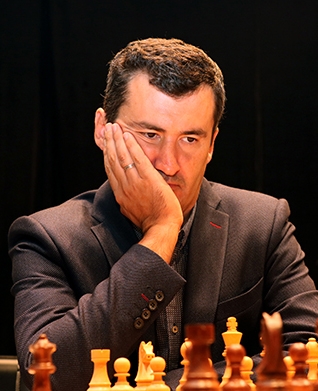
Michail Kobalia in 2018

Michail Robertovitsj Kobalia (Russisch: Михаил Робертович Кобалия) (Moskou, 3 mei 1978) is een Russische schaker met FIDE-rating 2628 in 2016. Zijn hoogste rating tot heden was 2679 (mei 2011). Hij is, sinds 1996, een grootmeester (GM) en sinds 2012 FIDE Senior Trainer. Hij was enige tijd een van secondanten van Garri Kasparov. 

## Individuele resultaten

### 1994 - 1999
In 1994 werd Kobalia tweede bij  het Europees schaakkampioenschap voor jeugd, categorie tot 16 jaar, in Baile Herculane. In 1995 werd hij bij het Wereldkampioenschap schaken voor jeugd in de categorie tot 18 jaar derde in Guarapuava, en in 1996 tweede in Cala Galdana, Minorca In 1995 werd hij internationaal meester (IM). In 1996 werd hij tweede bij de Europese jeugdkampioenschappen in Rimavská Sobota. In 1996 werd hij grootmeester. In 1999 bereikte hij bij de Russische schaakkampioenschappen voor individuele spelers de halve finale, waarin hij werd uitgeschakeld door Konstantin Sakajev.

### 2001 - 2010
In 2001 won Kobalia het  Chigorin Memorial toernooi in Sint-Petersburg. Bij het FIDE-wereldkampioenschap schaken  2001/2002 in Moskou versloeg hij in de eerste ronde Konstantin Assejev (3 - 1), maar verloor in de tweede ronde van  Michael Adams (1,5 - 0,5). Bij het  Europees kampioenschap schaken 2003 in Silivri werd hij achtste, met 1 punt achterstand op de winnaar. Bij het FIDE-wereldkampioenschap schaken  2004 in Tripolis won hij in de eerste ronde van Sergej Karjakin (1,5 - 0,5), en verloor in de tweede ronde van Oleksandr Beljavsky (1,5 - 2,5). Bij de wereldbeker schaken 2005 in Chanty-Mansiejsk werd hij in de eerste ronde uitgeschakeld door Zhang Zhong  (1,5 - 2,5). In 2005 won hij het Masters Open toernooi in Biel. In 2005 werd in Moskou het Moskou blitz open verspeeld dat met 14 punten uit 19 ronden door Aleksandr Morozevitsj gewonnen werd; Kobalia eindigde met 12,5 punt op een gedeelde derde plaats. Van 24 september t/m 2 oktober 2005 speelde hij mee in het 14e Monarch Assurance toernooi op Isle of Man  waar hij met 6,5 uit 9 op de vierde plaats eindigde. In 2006 werd hij met 6,5 pt. uit 9 vijfde bij het 15e Monarch Assurance-toernooi. In 2007 werd hij gedeeld 1e/6e (met Vitali Golod, Mateusz Bartel, Yuri Yakovich, Michael Roiz en Zahar Efimenko) bij het 16e Monarch Assurance toernooi op Isle of Man. Bij de Wereldbeker Schaken 2009, wederom in Chanty-Mansiejsk, verloor hij in de eerste ronde van Chanda Sandipan (0,5 - 1,5). In 2009 werd hij gedeelde 9e bij het  Europees kampioenschap schaken in Budva.  In 2010 werd hij met Manuel León Hoyos gedeeld winnaar van de  Arctic Chess Challenge.

### 2011 - heden
Michail Kobalia nam (in Chanty-Mansiejsk) deel aan het toernooi om de FIDE Wereldbeker schaken 2011, maar werd in de eerste ronde uitgeschakeld door  Igor Lyssy (1 - 3). In 2012 kreeg hij de titel FIDE Senior Trainer. Bij de Wereldbeker Schaken 2013 in Tromsø won hij met 2,5 - 1,5 van Denis Chismatullin en verloor in de tweede ronde met 1,5 - 2,5 van de latere toernooiwinnaar Vladimir Kramnik.

## Resultaten in schaakteams
Aan bord 4 van het tweede Russische team nam Michail Kobalia deel aan de  Schaakolympiade 1998 in Elista. Hij speelde remise tegen Aleksandr Morozevitsj, Smbat Lputian, Jeroen Piket en Roeslan Ponomarjov, hij won van Kenny Solomon en Joseph Gallagher, hij verloor van Krishnan Sasikiran. Een jaar later speelde hij voor het eerste nationale Russische team in het  Europees schaakkampioenschap voor landenteams in Batoemi aan bord drie en behaalde 4,5 pt. uit  7 partijen. 

## Schaakverenigingen
In de Duitse bondscompetitie stond Michail Kobalia in seizoen 2006/07 aangemeld als speler bij SG Porz, hij speelde 3 partijen, allen gewonnen. Hij speelde ook in de hoogste klasse van de Chinese bond: in 2009 voor Bank of Qingdao, in 2013 voor Chongqing. In de hoogste klasse van de Bosnische clubcompetitie werd hij met de  ŠK Kiseljak (uit Kiseljak) tweede in 2002.  Hij speelde ook in de hoogste klasse in de Verenigde Arabische Emiraten en in de tweede klasse in Spanje.  In Iran speelt hij aan het eerste bord voor de Fajr Shams Chess Club, waarmee hij in 2008 derde werd bij de Asian Club Cup in al-Ain. In de Arabische competitie speelde hij voor het team van Dubai. Bij de European Club Cups 2002 en 2003 speelde hij voor  de Russische schaakvereniging Tomsk-400, in  2008 speelde hij voor TPS Saransk. In de Russische schaakkampioenschappen voor verenigingen kwam hij uit voor  Norilski Nikel Norilsk. Er spielte auch schon für eine Moskauer Stadtauswahl. In de Spaanse kampioenschappen voor verenigingen speelde hij in 2007 voor CA Cuna de Dragones-Ajoblanco Mérida.

## Externe koppelingen
- (en)   Informatie over schaakpartijen van Michail Kobalia op ChessGames.com
- (en)   Informatie over schaakpartijen van Michail Kobalia op 365chess.com
- (en)  FIDE-ratinggegevens voor Michail Kobalia